# Кіперу
Кіперу (рум. Chiperu) — село у повіті Бузеу в Румунії. Входить до складу комуни Пардоші.
Село розташоване на відстані 127 км на північний схід від Бухареста, 32 км на північ від Бузеу, 88 км на захід від Галаца, 103 км на схід від Брашова.

## Населення
За даними перепису населення 2002 року у селі проживала 81 особа, усі — румуни. Усі жителі села рідною мовою назвали румунську.